# Estadio de Luxemburgo
El estadio de Luxemburgo (en francés: Stade de Luxembourg) es el estadio nacional del Gran Ducado de Luxemburgo, ubicado en el barrio de Gasperich de la ciudad de Luxemburgo. El estadio alberga a las selecciones nacionales de fútbol y rugby de Luxemburgo y está incluido en la categoría 4 de la UEFA, con lo que puede acoger partidos internacionales. La fecha de la inauguración estaba prevista para octubre de 2019, aunque debido a la lentitud de la construcción su partido inaugural no aconteció hasta 2021. Una vez abierto, el Stade de Luxembourg reemplazó al estadio Josy Barthel, demolido.

## Diseño y construcción
El diseño del estadio fue elaborado por el estudio de arquitectura luxemburgués Beng Architectes Associés junto a la firma alemana Gerkan, Marg und Partner, con sede en Hamburgo. El modelo presentado por ambas compañías fue seleccionado por el ministro de Deportes de Luxemburgo y el alcalde de la ciudad de Luxemburgo en septiembre de 2014, por encima de otras 24 propuestas. El diseño final y los planos de la construcción fueron aprobados por unanimidad por los concejales de la ciudad de Luxemburgo el 5 de diciembre de 2016.
Las obras para instalar el terreno de juego comenzaron en marzo de 2017, y las obras de construcción del resto del estadio iniciaron a partir del 21 de agosto de 2017, seguida de una ceremonia oficial de inauguración en presencia de la alcaldesa Lydie Polfer, celebrada el 18 de septiembre de 2017. Las obras debían estar finalizadas en octubre de 2019, con un coste estimado inicial de 61,1 millones de euros, siendo 40 millones de euros proporcionados por el Ministerio de Deporte y el municipio de la ciudad de Luxemburgo. Sin embargo, debido a los retrasos en la construcción atribuidos al mal tiempo, la finalización del estadio se pospuso hasta 2020. Los costos de construcción aumentaron hasta los 80 millones de euros, y la administración de la ciudad de Luxemburgo pagó el sobrecosto. En diciembre de 2019 las autoridades de la ciudad de Luxemburgo dijeron que las obras en la infraestructura de estacionamiento del estadio comenzarían a partir de septiembre de 2020, y el partido inaugural del estadio se retrasó hasta 2021.
El 1 de septiembre de 2021, el estadio marcó su inauguración oficial al albergar su primer partido internacional entre las selecciones de fútbol de Luxemburgo y Azerbaiyán como parte de las eliminatorias para la Copa Mundial de la FIFA 2022.

## Especificaciones
Debido a su ubicación junto a la autopista A6, el estadio está situado a lo largo de un eje este-oeste, en lugar del eje norte-sur más tradicional utilizado para los estadios. El estadio está diseñado para albergar a 9.386 espectadores con asientos totalmente cubiertos para eventos deportivos, y tiene capacidad de acoger hasta 15.000 espectadores en conciertos. La tribuna principal está situada a lo largo del lado sur del campo. Para hacer frente a su doble propósito como sede de fútbol y rugby, además de albergar conciertos ocasionales, el estadio estará equipado con una superficie de juego de césped híbrido.

## Imágenes

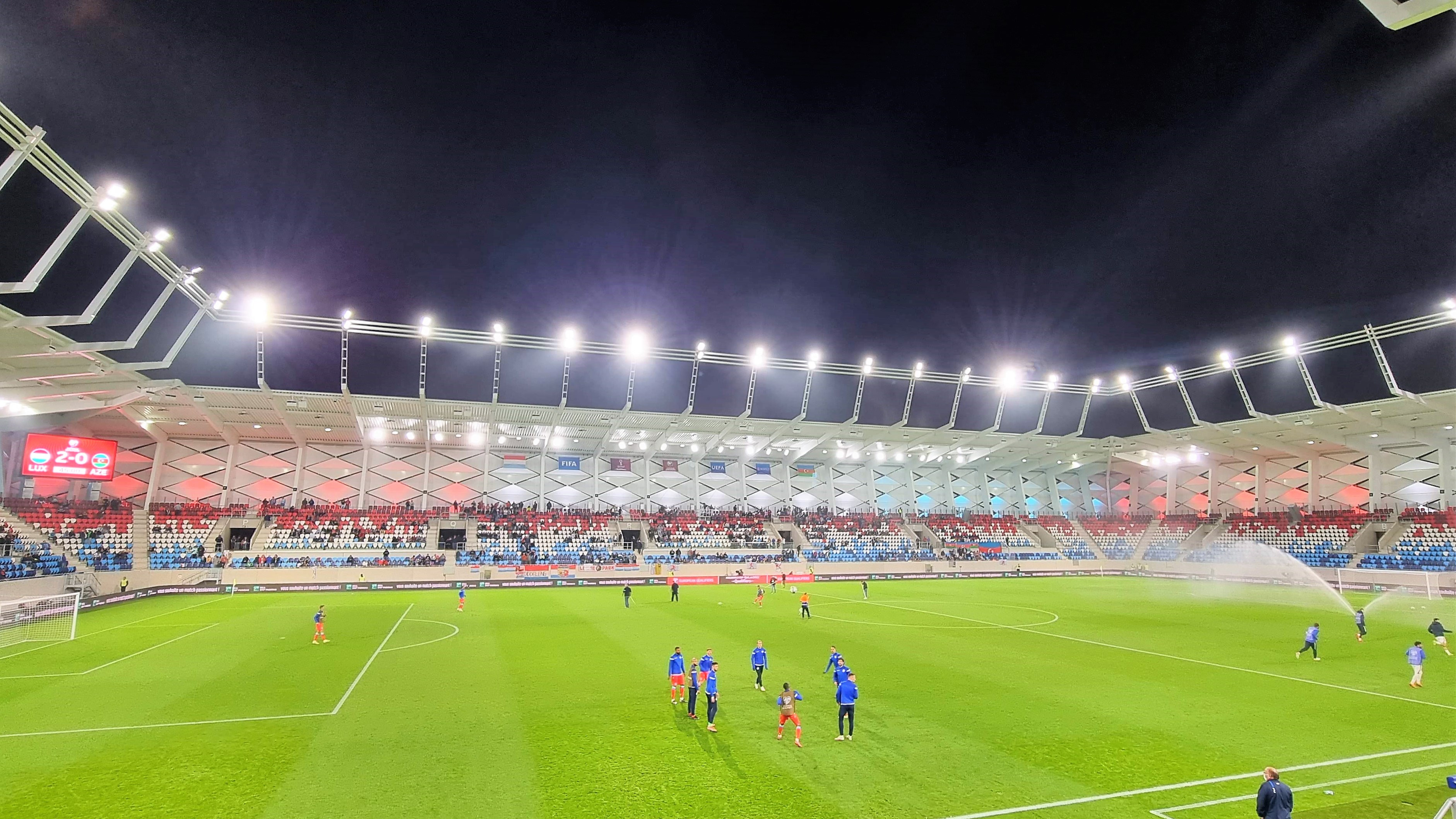